# Orman Reefs
Orman Reefs är en grupp rev i Australien. De ligger i Torres sund i delstaten Queensland.
Två av de större reven är Kai Reef och Gariar Reef.